# ウクライナ空中機動軍

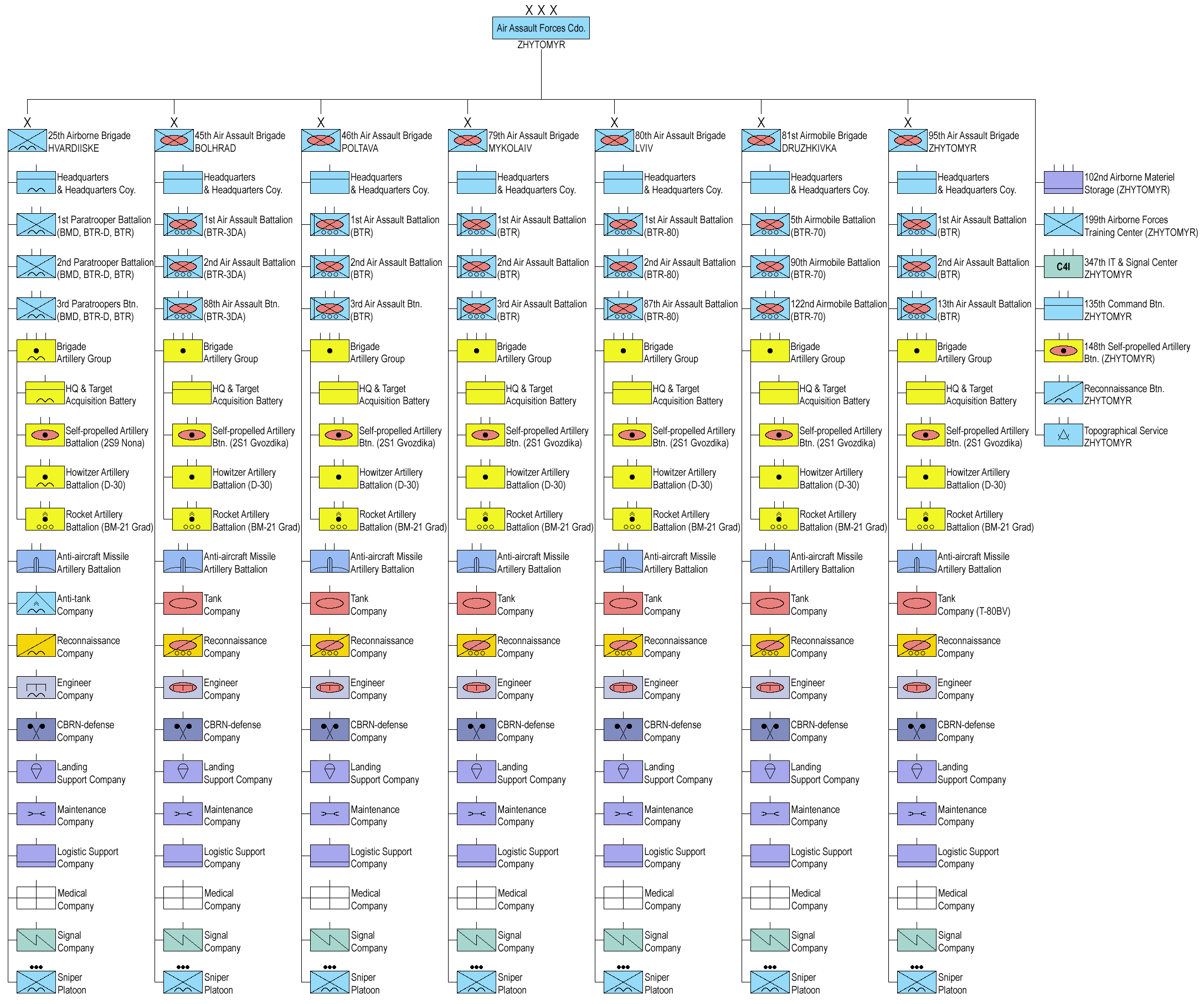
ウクライナ空中機動軍の構成（2017年）

ウクライナ空中機動軍（ウクライナくうちゅうきどうぐん）またはウクライナ空挺強襲軍（ウクライナくうていきょうしゅうぐん、ウクライナ語: Десантно-штурмові війська України、英語: Ukrainian Air Assault Forces）は、ウクライナの空挺軍。ウクライナ軍の軍種のひとつである。

## 概要
1992年にウクライナ領内に駐屯していたソ連空挺軍第98親衛空挺師団の内ロシアに引き上げなかった団員により創設された。
2016年、ウクライナ陸軍より独立。以降ウクライナ軍の独立した軍種として活動している。
ジトーミル州ジトーミルに司令部を置く。占領地後方に浸透しての指揮系統の破壊、退路遮断、国内に侵入した敵国部隊の排除や重要施設警護等を主な任務とする。

## 組織
- 空中機動軍司令部（ジトーミル）
  -  第7空中強襲軍団
    -  第25独立空挺旅団（グヴァルディスコエ（英語版））
    -  第77独立空中機動旅団（ジトーミル）
    -  第78独立空中強襲連隊
    -  第79独立空中強襲旅団（ムィコラーイウ）
      -  第3空中強襲大隊「フェニックス」（ウクライナ語版）

    -  第81独立空中機動旅団（ドルジュキウカ）
      -  第5大隊戦術群（ウクライナ語版）（ポルタヴァ）
      -  第90独立空中機動大隊（コンスタンチノフカ）
      -  第122独立空中機動大隊（ドルジュキウカ）

    -  第87独立管理大隊
    -  第132独立偵察大隊（ジトーミル）
    -  第421独立無人システム大隊（ウクライナ語版）（キーウ）

  -  第8空中強襲軍団（チェルニウツィー）
    -  第46独立空中機動旅団（ポルタヴァ）
    -  第71独立猟兵旅団（クレメンチューク）
    -  第80独立空中強襲旅団（リヴィウ）
    -  第82独立空中強襲旅団（チェルニウツィー）
    -  第95独立空中強襲旅団（ジトーミル）
      -  第13独立空中強襲大隊（ジトーミル）

    -  第148独立砲兵旅団（ジトーミル）
    -  第88独立支援大隊

  -  第135独立管理大隊（ウクライナ語版）（ジトーミル）
  -  第33独立工兵大隊
  - 第102空挺資材保管庫（ジトーミル）
  -  第124測量部隊（ジトーミル）
  -  第170独立兵站連隊
  -  第347情報・通信拠点（ジトーミル）
  -  第199訓練センター（ウクライナ語版）（ジトーミル）
  -  第232統合支援基地

### 解隊済みの部隊
- 第45独立空中強襲旅団（ボルフラード）：2020年に解隊。
- 第23独立戦車大隊（ウクライナ語版）

## 装備

### 装甲戦闘車両
| 名称                | 画像 | 製造国                        | 種別           | 保有数 | 備考                                                                            |
| ------------------- | ---- | ----------------------------- | -------------- | ------ | ------------------------------------------------------------------------------- |
| T-80BV              |      | ソビエト連邦                  | 主力戦車       | 60     |                                                                                 |
| チャレンジャー2     |      | イギリス                      | 主力戦車       | 14     | 2022年ロシアのウクライナ侵攻に伴うイギリスからの供与(1輌がロボティネ付近で喪失) |
| BMD-1               |      | ソビエト連邦                  | 歩兵戦闘車     | 30     |                                                                                 |
| BMD-2               |      | ソビエト連邦                  | 歩兵戦闘車     | 450    |                                                                                 |
| マルダー1A3         |      | ドイツ連邦共和国              | 歩兵戦闘車     | 40     | 2022年ロシアのウクライナ侵攻に伴うドイツからの供与                              |
| BTR-70DI            |      | ウクライナ                    | 装甲兵員輸送車 | 2      |                                                                                 |
| BTR-80              |      | ソビエト連邦                  | 装甲兵員輸送車 | 122    |                                                                                 |
| BTR-3E1             |      | ウクライナ                    | 装甲兵員輸送車 |        |                                                                                 |
| BTR-4               |      | ウクライナ                    | 装甲兵員輸送車 |        |                                                                                 |
| VAB                 |      | フランス                      | 装甲兵員輸送車 | 60     | 2022年ロシアのウクライナ侵攻に伴うフランスからの供与                            |
| ストライカー        |      | アメリカ合衆国                | 装甲兵員輸送車 | 189    | 2022年ロシアのウクライナ侵攻に伴うアメリカ合衆国からの供与                      |
| BTR-D               |      | ソビエト連邦                  | 装甲兵員輸送車 | 25     |                                                                                 |
| MT-LB               |      | ソビエト連邦                  | 装甲兵員輸送車 |        |                                                                                 |
| Dozor-B             |      | ウクライナ                    | 装輪装甲車     | 30     |                                                                                 |
| コザック2           |      | ウクライナ                    | 装輪装甲車     | 33     |                                                                                 |
| コザック2M1         |      | ウクライナ                    | 装輪装甲車     | 20     |                                                                                 |
| ノヴァトール        |      | ウクライナ                    | 装輪装甲車     | 30     |                                                                                 |
| スパルタン          |      | アラブ首長国連邦 · ウクライナ | 装輪装甲車     |        |                                                                                 |
| フィオナ            |      | アラブ首長国連邦 · ウクライナ | 装輪装甲車     | 1      |                                                                                 |
| AT105 サクソン      |      | イギリス                      | 装輪装甲車     | 20     |                                                                                 |
| ブッシュマスターPMV |      | オーストラリア                | 装輪装甲車     |        | 2022年ロシアのウクライナ侵攻に伴うオーストラリアからの供与                      |
| セネター            |      | カナダ                        | 装輪装甲車     | 12     | 2022年ロシアのウクライナ侵攻に伴うカナダからの供与                              |
| シールド            |      | アラブ首長国連邦 イタリア     | 装輪装甲車     | 11     | NGO団体からの寄付                                                               |
| ウルフハウンド      |      | アメリカ合衆国                | 装輪装甲車     |        | 2022年ロシアのウクライナ侵攻に伴うイギリスからの供与                            |
| ハスキーTSV         |      | アメリカ合衆国                | 装輪装甲車     |        | 2022年ロシアのウクライナ侵攻に伴うイギリスからの供与                            |

### 火砲
| 名称     | 画像 | 製造国       | 種別                   | 保有数                                           | 備考 |
| -------- | ---- | ------------ | ---------------------- | ------------------------------------------------ | ---- |
| D-30     |      | ソビエト連邦 | 牽引式榴弾砲           |                                                  |      |
| 2S1      |      | ソビエト連邦 | 自走榴弾砲             |                                                  |      |
| 2S3      |      | ソビエト連邦 | 自走榴弾砲             |                                                  |      |
| 2S9      |      | ソビエト連邦 | 自走迫撃砲             |                                                  |      |
| BM-21    |      | ソビエト連邦 | 自走式多連装ロケット砲 |                                                  |      |
| TRGL-230 |      | トルコ       | 自走式多連装ロケット砲 | 2022年ロシアのウクライナ侵攻に伴いトルコから供与 |      |

## 歴代司令官
| 代 | 氏名                         | 階級 | 在任期間        | 出身校                       | 前職                   |
| -- | ---------------------------- | ---- | --------------- | ---------------------------- | ---------------------- |
| 1  | ヴィタリー・ラエフスキー     | 少将 | 1992 - 1998     | ソビエト連邦軍参謀本部大学校 | 第95空挺訓練センター長 |
| 2  | イワン・ヤクベッツ           | 大佐 | 1998 - 2005     | フルンゼ名称軍事アカデミー   |                        |
| 3  | セルヒー・リソヴィ           | 大佐 | 2005 - 2012     | フルンゼ名称軍事アカデミー   |                        |
| 4  | オレクサンダー・シュヴェッツ | 大佐 | 2012 - 2014     |                              |                        |
| 5  | ユーリー・ハルシュキン       | 大佐 | 2014 - 2015     |                              |                        |
| 6  | ウォロディミル・イワノフ     | 大佐 | 2015.1 - 2015.3 |                              |                        |
| 7  | ミハイロ・ザブロツキー       | 中将 | 2015.3 - 2019.8 | アメリカ陸軍指揮幕僚大学     | 第95独立空中機動旅団長 |
| 8  | イェウヘン・モイシュク       | 中将 | 2019.8 - 2021.7 | ウクライナ国防大学校         | 空中機動軍副司令官     |
| 9  | マキシム・ミルゴロドスキー   | 少将 | 2021.8 - 2024.2 | ウクライナ国防大学校         | 第95独立空中機動旅団長 |
| 10 | イーホル・スクィビュク       | 少将 | 2024.2 - 2025.6 |                              | 第80独立空中強襲旅団長 |
| 11 | オレグ・アポストル           | 准将 | 2025.6 -        |                              | ウクライナ軍副司令官   |